# Pete Cornish
Pete Cornish (?–) angol műszaki tervező, aki főként elektromos gitárok tartozékainak, effektjeinek, erősítőinek tervezésével és megépítésével foglalkozik. Leginkább a jól kidolgozott, teljesen saját felépítésű padlóeffektjeiről híres, és kulcsfontosságú szerepe volt abban is, hogy a régen különálló effektek az idők elteltével egy „multieffekt” egységbe zsúfolódtak.
Többek között dolgozott Pete Townshend, Mark Knopfler Brian May, David Gilmour, Andy Summers és Jimmy Page számára.